# Staberoha cernua
Staberoha cernua là một loài thực vật có hoa trong họ Restionaceae. Loài này được (L.f.) T.Durand & Schinz miêu tả khoa học đầu tiên năm 1894.